# Астрахань (аеропорт)
Аеропорт «Наріманово» (IATA: ASF, ICAO: URWA) — міжнародний аеропорт міста Астрахань. Розташований на південній околиці міста.
Аеродром 1 класу, здатний приймати літаки Іл-76, Як-42, Ту-154, А-320, Б-737 і всі більш легкі, а також вертольоти всіх типів. Максимальна злітна вага повітряного судна — 191  тонна.
Аеропорт Астрахань — найсприятливіший за метеоумовами аеропорт Нижнього Поволжя і всього Південного федерального округу, тому що розташовується в пустельній кліматичній зоні (з малою кількістю опадів і хмар). Нельотна погода, за статистикою, можлива протягом не більше 5 діб протягом року — у ранкові або вечірні години, в перехідні пори року (весна, осінь). У зв'язку з цим часто використовується як запасний аеропорт Волгограда.
За 16 км на північний захід від аеродрому Астрахань знаходиться військовий аеродром «Приволзький». З 1963 по 1979 роки він був основним аеропортом Астрахані.

## Історія
Перший офіційний аеропорт в Астрахані був відкритий в 1936 році, він знаходився на південний схід від міста, поблизу села Осипной Бугор (аеродром почав функціонувати в 1932 році). Наразі там розташовується однойменний спортивний аеродром.
У 1945 році цивільній авіації було передано аеродром «Сталінський» (нинішня територія аеродрому), що отримав нове найменування «Нариманово». Аеродром мав ґрунтові ЗПС і одну невелику цегляну ЗПС. З цього моменту і до кінця 1970-х років використовувався як аеропорт місцевих повітряних ліній.
У 1950-х роках на аеродромі базувалися літаки Лі-2 та вертольоти Мі-1, на початку 1960-х надійшли літаки Іл-14 і Ан-2, на початку 1970-х — літаки Ан-24 і вертольоти Ка-26.
У 1979 році було відкрито новий аеровокзал та бетонна злітно-посадкова смуга, що дозволило розпочати експлуатацію турбореактивних літаків Ту-134. ««Нариманово» став основним аеропортом Астрахані.
На початку 1990-х були прийняті до експлуатації два літаки Як-42.
В 2008 році проведено перший етап реконструкції ЗПС аеродрому (її вирівнювання та посилення), що дозволило аеропорту приймати літаки Боїнг-737  В 2009 планується подовжити ВПП до 3200 м, що дозволить приймати літаки всіх типів.

## Авіалінії та напрямки, листопад 2020
| Авіакомпанія      | Пункт призначення                                  |
| ----------------- | -------------------------------------------------- |
| Aeroflot          | Москва-Шереметьєво                                 |
| Азимут            | Мінеральні Води                                    |
| Azur Air          | Сезонний чартер: Анталія                           |
| Buta Airways      | Баку                                               |
| Nordwind Airlines | Сезонний чартер: Анталія                           |
| Pobeda            | Москва-Внуково, Ст Петербург                       |
| S7 Airlines       | Москва-Домодєдово                                  |
| SCAT              | Актау                                              |
| Utair             | Казань, Краснодар, Ростов-на-Дону, Сочі, Волгоград |